# Габлая, Бадзу Фёдорович
Бадзу Фёдорович Габлая (1904 год, село Акуаскиа, Сухумский округ, Кутаисская губерния, Российская империя — неизвестно, село Гуп, Очемчирский район, Абхазская АССР, Грузинская ССР) — бригадир колхоза имени Ленина Очемчирского района Абхазской АССР, Грузинская ССР. Герой Социалистического Труда (1948).

## Биография
Родился в 1904 году в крестьянской семье в селе Акуаскиа Сухумского округа.
С раннего детства трудился в сельском хозяйстве. Во время коллективизации вступил в колхоз имени Ленина Очемчирского района. Трудился рядовым колхозником, в последующие годы был назначен бригадиром полеводческой бригады.
В 1947 году бригада под его руководством собрала в среднем с каждого гектара по 73,95 центнеров кукурузы на участке площадью 6 гектаров. Указом Президиума Верховного Совета СССР от 21 февраля 1948 года удостоен звания Героя Социалистического Труда за «получение высоких урожаев кукурузы и пшеницы в 1947 году» с вручением ордена Ленина и золотой медали «Серп и Молот» (№ 659).
Этим же Указом званием Героя Социалистического Труда были награждены труженики колхоза имени Ленина звеньевые Самсон Бекоевич Векуа и Шипа Гвадалович Емурхба, которые трудились в его бригаде.
После выхода на пенсию проживал в селе Гуп Очемчирского района. Дата смерти не установлена.